# Edmond Boelaert
Edmond Eloi Boelaert (Aaigem, 1 december 1899 - Ekeren, 22 augustus 1966) was een Belgische pater en wetenschapper. Hij vervoegde de Missionarissen van het Heilig Hart en was september 1930 tot september 1954 actief in Belgisch Congo. Vanuit Bokuma in de Evenaarsprovincie, waar hij les gaf met pater Gustaaf Hulstaert, leefde hij tussen de Mongo en bestudeerde hij hun taal en cultuur. Met Hulstaert verzamelde hij hun orale tradities en richtte het wetenschappelijke tijdschrift Aequatoria op (1937), later uitgegroeid tot Annales Aequatoria.
Op 6 oktober 1947 werd hij lid van de Koninklijke Academie voor Overzeese Wetenschappen. Hij zetelde ook in de Ministeriële Commissie voor Afrikaanse Taalkunde (1950-1960).
In 1954 keerde hij definitief naar België terug.
Boelaert was een radicale flamingant en pacifist, die het indigenisme aanhing. Zijn ideeën over volksemancipatie werden argwanend gevolgd door de koloniale machthebbers. Hij pleitte voor grondrechten en voor een onafhankelijk, federaal Congo en kantte zich tegen de koloniale dwangarbeid en de negatieve gevolgen van industrialisering. Tegelijk was hij antidemocratisch en politiek extreemrechts.
Jan Vansina had waardering voor Boelaerts empirische kennis, maar stipte een gebrek aan theoretische onderbouwing en methodologische vastheid aan (bron?). 

## Publicaties (selectie)
- De Nkundo-Mongo. Eén volk één taal (1938)
- Nsong'a Lianja. L'épopée nationale des Nkundo (1949)
  - Lianja. Het nationaal epos der Mongo  (1960)
- L'Etat congolais et les terres indigènes (1956)